# Западная 12-я улица, 59
Западная 12-я улица, 59 (англ. 59 West 12th Street) — жилой многоквартирный дом на Западной 12-й улице у Абингдон-Сквэр-парка в квартале Гринвич-Виллидж, в районе Манхэттен в Нью-Йорке. Здание в стиле ар-деко построено в 1929—1931 годах строительной компанией «Бинг и Бинг» по проекту архитектора Эмери Рота. Дом имеет восемнадцать этажей, включая два этажа пентхауса. Лицензия на заселение была выдана застройщику 9 августа 1931 года. В настоящее время дом является кондоминиумом. Всего в доме 101 квартира.
В составе исторического округа Гринвич-Виллидж 29 апреля 1969 года здание получило статус национального исторического памятника (статус был подтверждён 2 мая 2006 и 22 июня 2010 годах) и 19 июня 1979 года включено в список Национального реестра исторических мест США.

## История
Дом 59 на Западной 12-й улице, вместе с четырьмя другими объектами, был частью одновременной застройки квартала, которой занималась строительная компания «Бинг и Бинг», принадлежавшая братьям Александру и Лео Бингам. Проект здания, как и дома 299 на Западе 12-й улицы, был выполнен архитектором Эмери Ротом. Проект дома 302 на Западе 12-й улицы и дома 45 на Кристофер-стрит строительная компания заказала фирме архитекторов Рассела М. Боэка и Хаймэн Ф. Пэриса, а проект дома 2 на Хорейшио-стрит — архитектору Роберту Тимоти Лайенсу.
1 апреля 1929 года один из владельцев строительной компании, Лео Бинг, заявил, что его компания тайно приобрела 75 небольших участков и старых зданий, в основном, вокруг Абингдон-Сквер-парка, Шеридан-Сквер и Джексон-Сквер-парка. Участки были объединены компанией для строительства нескольких 17-этажных жилых домов. Бинг сказал, что целью «Бинг и Бинг» является преобразование всего квартала в современный аналог жилого района высокого класса. С началом строительства в том же 1929 году, он заявил, что за несколько лет построит здания способные конкурировать с Сентрал-Парк-Уэст и фешенебельной застройкой Ист-сайда. В качестве причины одновременного строительства Бинг назвал желание компании полностью застроить участок в короткие сроки.
Он также упомянул о практической выгоде от подобного метода застройки по причине увеличения спроса на жильё в этом районе, ввиду скорого строительства станции метро линии Восьмой авеню и построенных Вест-сайдской надземной автострады и тоннеля Холланда. Несмотря на начало Великой депрессии, спустя всего несколько месяцев после заявления Лео Бинга, к сентябрю 1931 года его строительная компания сообщила, что пять новых зданий на Кристофер-стрит, Горацио-стрит и Западной 12-й улице построены и пользуются большим спросом у арендаторов среди всех апартаментов «Бинг и Бинг».

## Известные жители
В 2000-х годах в доме стали селиться известные артисты и деятели культуры. Апартаментами в кондоминиуме владеют актрисы Камерон Диас, Биби Нойвирт и Мариса Томей, дизайнер Айзек Мизрахи, импресарио Брайн Лурд и многие другие. 